# Paul Béré
Paul Béré, né le 28 mars 1966 en Côte d'Ivoire, est un exégète burkinabé, membre de la Compagnie de Jésus. Lauréat du Prix Ratzinger en 2019, il est membre de la Commission biblique pontificale depuis 2020.

## Biographie
Entré dans la Compagnie de Jésus en 1990, il étudie au Congo puis au Kenya avant de partir à Rome. Il soutient sa thèse de doctorat en 2007 à l'Institut biblique pontifical. Après avoir enseigné à l'Institut théologique de la Compagnie de Jésus à Abidjan de 2007 à 2019, il est depuis 2019 professeur ordinaire à l'Institut biblique pontifical.
Il a occupé d'importantes fonctions au sein de la Curie romaine, comme consulteur à la Secrétairerie générale du Synode des évêques de 2009 à 2014. Depuis 2014, il est consulteur au Conseil pontifical pour la culture et membre du Comité "Culture" de la Conférence épiscopale régionale d’Afrique de l’Ouest (Cerao).
En 2019, il reçoit le Prix Ratzinger, conjointement avec le philosophe canadien Charles Taylor. Certains observateurs notent que « parmi les grands théologiens africains, le père Béré s’est particulièrement attaché à mettre en évidence une tradition propre au continent, y conduisant de nombreux projets théologiques ».
L'année suivante, il est nommé membre de la Commission biblique pontificale avec huit autres nouveaux membres, dont le Français Philippe Lefebvre.

## Publications
- Le second Serviteur de Yhwh. Un portrait exégétique de Josué dans le livre éponyme. Göttingen 2012,  (ISBN 3-525-54376-X).
- avec Pascal Kolesnoré (éd.): Nous avons vu son étoile. Acte du colloque international sur Mgr Dieudonné Yougbaré (+), 1er évêque du diocèse de Koupéla, à l’occasion du centennaire de sa naissance à Koupéla, du 16 au 19 février 2017, Burkina Faso. Koupéla 2017,  (ISBN 979-10-92849-15-8).